# Ranitomeya amazonica
Espèce
Synonymes
- Dendrobates amazonicus Schulte, 1999

Statut de conservation UICN

 DD  : Données insuffisantes
Statut CITES
Ranitomeya amazonica est une espèce d'amphibiens de la famille des Dendrobatidae.

## Répartition
Cette espèce se rencontre jusqu'à 200 m d'altitude, :
- au Pérou dans la région de Loreto ;
- en Colombie dans le département d'Amazonas ;
- dans le sud du Guyana ;
- en Guyane ;
- au Brésil dans les États d'Amapá, du Pará et d'Amazonas.

## Description
Ranitomeya amazonica mesure de 16 à 19 mm.

## Étymologie
Cette espèce est nommée en référence au lieu de sa découverte, l'Amazonie.

## Publication originale
- Schulte, 1999 : Pfeilgiftfrösche Artenteil Peru. Nikola Verlag, Stuttgart p. 1-292.